# Cossacks II: Napoleonic Wars
Cossacks II: Napoleonic Wars è un videogioco di strategia in tempo reale, sviluppato dalla GSC Game World e pubblicato dalla CDV Software Entertainment il 15 aprile 2005. Come suggerisce il titolo, è ambientato durante le guerre napoleoniche, indicando quindi un lasso di tempo minore rispetto al primo, che includeva il XVII e il XVIII secoli. Sebbene, come conseguenza, vi siano meno tecnologie ricercabili e tipi di unità rispetto agli giochi Cossacks, d'altra parte permette un numero maggiore di unità reclutabili, oltre che ad avere un motore grafico migliore e molte opzioni tattiche.
Il gioco è presente anche su GOG.com con gioco standard ed espansione in versione Anthology.

## Modalità di gioco
Nella modalità Giocatore Singolo, sono disponibili le modalità Tutorial, Battle for Europe (la Campagna, tipo Risiko!) e la Schermaglia/Battaglie storiche.
Nella modalità Campagna, sono disponibili sei fazioni: la Francia, la Gran Bretagna, la Prussia, la Russia, l'Austria e l'Egitto (più la Spagna, il Ducato di Varsavia e la Confederazione del Reno nell'espansione del 2006), con l'obiettivo di dominare l'intera Europa. Lì, i giocatori possiedono una sola armata che si può spostare in tutta Europa. Col tempo, l'esperienza del giocatore cresce col numero di battaglie combattute (che si combattono in tempo reale), e col passare delle promozioni sono disponibili più unità, anche di migliori: in principio si può usare solo la fanteria, poi i fanti leggeri, gli ingegneri e la cavalleria, seguiti dall'artiglieria e per finire i fanti e i cavalieri d'elite. La Campagna dispone anche di una componente diplomatica che consente alleanze, guerre, tributi e trattati di non aggressione.
Nella modalità Schermaglia, si sceglie una mappa e si combatte una battaglia in un ambiente in tempo reale, come in Age of Empires II. Il giocatore umano inizia col scegliere la nazione con la quale giocare, per poi cercare di sconfiggere il computer, conquistando tutti i villaggi sulla mappa (per catturare un villaggio, è necessario distruggere uno, a volte due gruppi di 30 miliziani e poi muovere una propria unità al centro del villaggio) o distruggendo tutti i centri cittadini nemici. Ogni villaggio può raccogliere una tra le quattro seguenti risorse: oro, cibo, ferro e carbone. Esistono anche magazzini di legname e pietra, raccolti da contadini o servi. Inoltre, sono disponibili varie battaglie storiche, come quelle di Austerlitz e di Ulm. Sul sito web del gioco è possibile scaricare due pacchetti extra, uno per la Schermaglia e uno per le battaglie storiche.
È inoltre presente un editor di mappe accessibile tenendo premuto il tasto CTRL e cliccando sul menu principale.

### Multiplayer
Nella modalità multigiocatore, i due giocatori possono giocare una schermaglia in un campo di battaglia.

## Cossacks: Battle for Europe
L'espansione Cossacks: European Wars è uscita il mese di giugno del 2006, ed elimina il bisogno del gioco originale, essendo essa un'espansione standalone. Come detto prima, Spagna, Varsavia/Polonia e Confederazione del Reno sono state aggiunte come nuove fazioni, e la mappa è stata espansa con nuove province. Aggiunte anche le battaglie di Borodino, Waterloo, e Lipsia e campagne vere e proprie giocate dal punto di vista di alcune grandi potenze dell'epoca.

## Accoglienza
| Testata                            | Giudizio |
| ---------------------------------- | -------- |
| GameRankings (media al 30-01-2020) | 73%      |
| Metacritic (media al 30-01-2020)   | 73/100   |
| CGW                                | 2.5/5    |
| Eurogamer                          | 6/10     |
| GameSpot                           | 7.9/10   |
| GameSpy                            | [ 6 ]    |
| IGN                                | 7.7/10   |
| Worthplaying                       | 7.0/10   |

Il gioco ha ricevuto un'accoglienza generalmente positiva. GameRankings e Metacritic lo hanno votato con un 73%. Peter Suciu di GameSpy lo ha votato con un 2.5/5, criticando la complessità e le opzioni multigiocatore limitate. Steve Butts di IGN ha concluso che "[il gioco] è meglio del Cossacks originale, ed è un miglioramento rispetto ad Alexander. Jason Ocampo di GameSpot lo ha votato 7.9 su 10, ritenendolo godibile e lodandone le grafiche colorate, ma menzionando i bug e i salvataggi corrotti che ostacolano il divertimento.

### Battle for Europe
| Testata       | Giudizio |
| ------------- | -------- |
| 1UP.com       | C+       |
| Eurogamer     | 6/10     |
| GameSpot      | 69%      |
| Jeuxvideo.com | 16/20    |

L'espansione Battle for Europe ha ricevuto un'accoglienza meno positiva, e più altalenante, rispetto all'originale.